# Stadio delle Alpi
Das Stadio delle Alpi (deutsch Alpenstadion) – auch kurz als delle Alpi bekannt – war ein Fußballstadion mit Leichtathletikanlage in der italienischen Stadt Turin. 
Das Stadion wurde vom Studio Hutter projektiert und zur Fußball-Weltmeisterschaft 1990 fertiggestellt. Die offizielle Zuschauerkapazität betrug 69.041 Sitzplätze. Zwischen 1990 und 2006 trugen die rivalisierenden Fußball-Klubs Juventus Turin und AC Turin (jetzt FC Turin) dort ihre Heimspiele aus. Es ersetzte seinerzeit das Stadio Comunale. Das Stadio delle Alpi wurde im Sommer 2009 abgerissen, um an gleicher Stelle den Neubau des Juventus Stadium zu ermöglichen.

## Geschichte
Während der Fußball-Weltmeisterschaft 1990 fanden in dem Stadion drei Gruppen-, ein Achtelfinal- und das Halbfinalspiel zwischen Deutschland und England statt, das die DFB-Elf im Elfmeterschießen für sich entschied.
In den 1990er Jahren war das Stadion oft relativ gut gefüllt. Mit dem allgemeinen Zuschauerrückgang in der Serie A und der zeitweiligen Zweitklassigkeit des AC Turin nahm die Zahl der Zuschauer stark ab und das Stadion war nur noch bei großen Champions-League- und wenigen Serie-A-Spielen von Juventus ausverkauft.
Das Stadion galt zwar als modern, aber auch als überdimensioniert. Außerdem wies es einige architektonische Mängel auf. Von den unteren Plätzen des ersten Ranges war nur wenig vom Spielfeld zu sehen, weil es tiefer lag. Im Winter war das Stadion sehr kalt und zugig. Das Stadio delle Alpi wurde zwar als Multifunktionsstadion geplant und hatte eine Laufbahn, sie wurde aber nur ein einziges Mal für eine Leichtathletikveranstaltung genutzt. Im Unterschied zum Turiner Stadio Comunale lag das delle Alpi außerhalb der Stadt und war deshalb bei den Fans beider Turiner Vereine nie sonderlich beliebt.
Im Juni 2003 schloss Juventus mit der Stadt Turin einen Pachtvertrag über 99 Jahre für das Areal um das Stadion selbst ab. Ab Mai 2006 sollte das Stadion ursprünglich komplett umgebaut werden. Juventus plante, im bestehenden Stadion eine reine Fußballarena zu errichten. Das neue Stadion sollte nur noch 43.000 Sitzplätze haben, dafür aber über Restaurants, Kinos und Geschäfte verfügen. Die Kosten für den Umbau wurden auf etwa 100 Millionen Euro veranschlagt. Wegen des Manipulationsskandals im italienischen Fußball und des damit verbundenen Rücktritts des gesamten Juventus-Managements wurden die Pläne zunächst auf Eis gelegt.
Der neue Juve-Geschäftsführer Jean-Claude Blanc präsentierte im Januar 2007 eine neue Planung für eine Arena, ähnlich dem Volksparkstadion in Hamburg. Das neue Stadion sollte etwa 42.000 Sitzplätze haben und an die 120 Millionen Euro kosten. Das gesamte Projekt sollte an die Vergabe der Fußball-Europameisterschaft 2012 an Italien gebunden sein. Am 18. April 2007 entschied die UEFA allerdings, die Fußball-Europameisterschaft 2012 in Polen und in der Ukraine austragen zu lassen.
Im November 2008 veröffentlichte der Verein trotzdem die endgültige Planung für den Neubau. Als Architekten wurden Hernando Suarez und Gino Zavanella gewonnen. Der gesamte Komplex beherbergt das neue Stadion mit insgesamt 40.200 Sitzplätzen sowie ein Unterhaltungszentrum mit mehreren Restaurants und Einkaufsmöglichkeiten. Der Verein selbst wollte ca. 75 Millionen investieren, der Rest sollte über Sponsoren bezahlt werden.
Ab der Saison 2006/07 trugen Juventus und der FC Turin ihre Heimspiele im Stadio Olimpico, dem umgebauten Stadio Comunale, aus. Nach dem Abriss des delle Alpi ist das Olimpico die alleinige Heimat des FC Turin, während Juventus am 8. September 2011 in das auf dem Gelände des delle Alpi erbaute Juventus Stadium wechselte.